# Lasiopoderes pratti
Lasiopoderes pratti är en fjärilsart som beskrevs av George Thomas Bethune-Baker 1906. Lasiopoderes pratti ingår i släktet Lasiopoderes och familjen nattflyn. Inga underarter finns listade i Catalogue of Life.